# Operazione Riva Ridge
L'operazione Riva Ridge è un'operazione militare svoltasi tra i mesi di gennaio e febbraio 1945 sulla cresta che separa Vidiciatico, in provincia di Bologna, da Fanano, in provincia di Modena. La cresta si estende dalla borgata di Rocca Corneta, fino al monte Spigolino, per una lunghezza di 11 km.
L'operazione fu parte di una serie di missioni atte a sfondare la linea difensiva dei tedeschi, la Linea Gotica (Linea Verde II). Uno dei baluardi tedeschi era il monte Belvedere e per espugnarlo le truppe alleate dovettero forzatamente conquistare quella cresta che offriva una ottima copertura di fuoco.

## Gli attacchi degli alleati e della resistenza
Tra ottobre e novembre del 1944, la Task force 45 (gruppo di combattimento) assieme ai partigiani della Divisione Modena - Armando, che avevano passato il fronte dopo la rotta seguita alla battaglia di Montefiorino, sferrarono due'attacchi, che furono respinti contro il Monte Belvedere, ritenuto da Kesselring (Comandante dell'esercito tedesco in Italia) il caposaldo della linea difensiva occidentale. Sempre in quel periodo americani e partigiani compirono numerose azioni di pattugliamento e infiltrazione nell'area di monte Belvedere, per raccogliere il maggior numero di informazioni possibile. Queste azioni erano svolte per conto dell'Office of Strategic Services. La linea era presidiata da truppe tedesche della 232. Infanterie-Division (Divisione di fanteria), costituita in gran parte da vecchi, reduci, ragazzi e convalescenti provenienti da altri reparti ed erano d'origine polacca, tedesca, russa, turkestana ecc. Il comando era a Pievepelago. A fine gennaio 1945, nella zona dell'Abetone arrivò un rinforzo alla 232ª Divisione tedesca: la 3ª Divisione fanteria di marina "San Marco" della Repubblica Sociale Italiana (RSI).

## L'arrivo della 10th Mountain Division
Nel gennaio del 1945 la 10th Mountain Division USA (10ª Divisione da Montagna, truppe alpine d'élite) avvicendarono la Task force 45, in vista dell'offensiva di primavera. Continuarono le azioni di pattugliamento di alpini americani e partigiani per capire come conquistare, partendo dal basso, questo imponente e ripido baluardo difensivo. La battaglia decisiva iniziò la notte tra il 18 e il 19 febbraio quando l'86º reggimento della 10ª Divisione da montagna attaccò Monte Mancinello (cp. F), Monte Serrasiccia (cp. C), Monte Cappel Buso (cp. B) e Pizzo di Campiano (cp. A). L'attacco colse di sorpresa i tedeschi e la Riva fu quasi subito conquistata.

## L'attacco al Monte Belvedere e l'operazione Encore

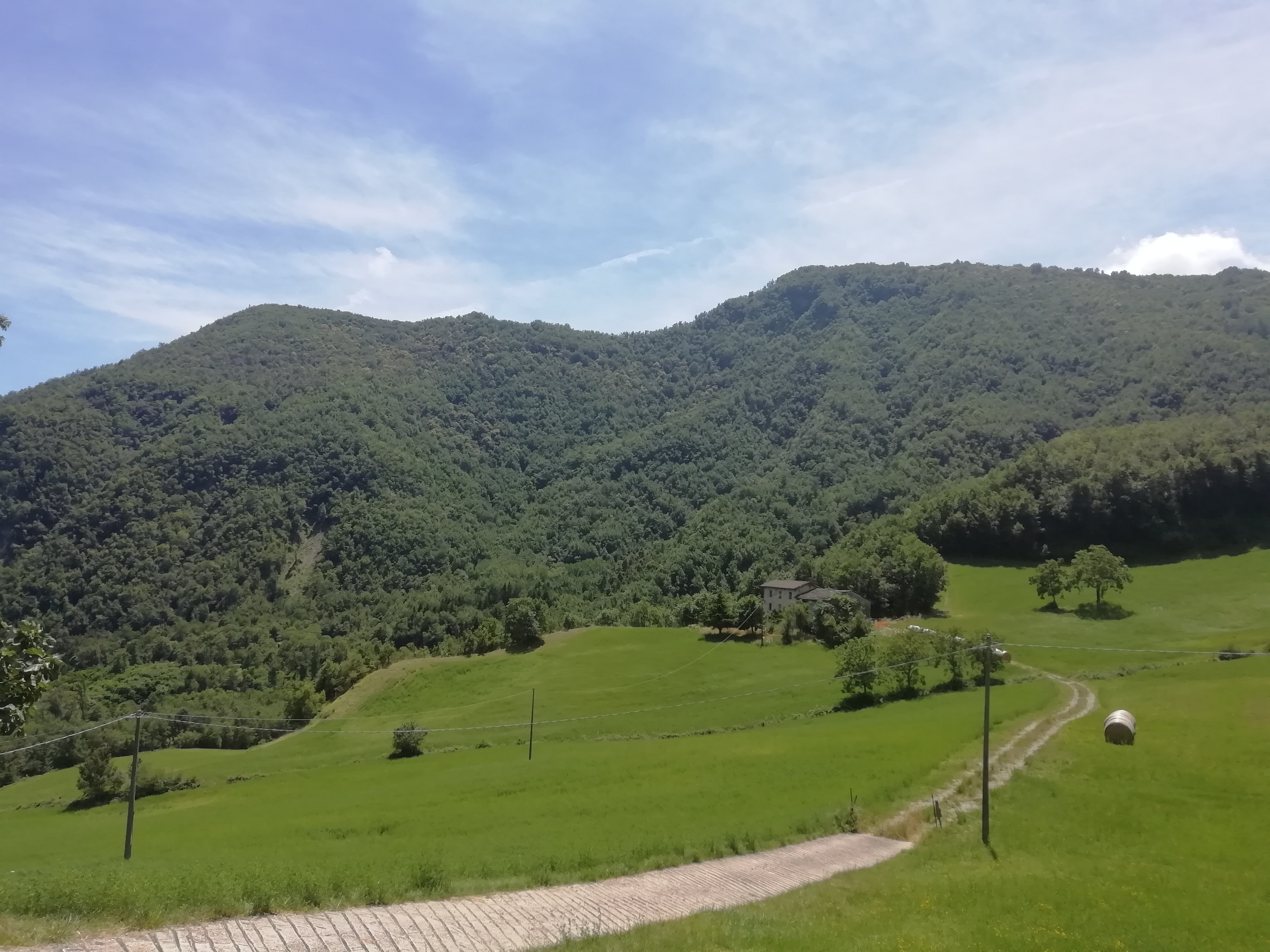
I Monti della Riva da Trignano

La notte successiva iniziò l'attacco al crinale di Monte Belvedere: obiettivo conquistare l'accesso a Bologna e alla Pianura Padana come previsto dai piani dell'operazione militare denominata in codice “Encore”. Le compagnie statunitensi furono avvicendate il 21 febbraio dal 10th Anti Tank Battalion (10º Battaglione anticarro, sempre della 10ª Divisione da montagna) che dovette sostenere i contrattacchi più violenti portati dai soldati della 232ª Divisione di fanteria e dagli alpini austriaci del Hochgebirgsjäger Bataillon 4 (4º Battaglione d'Alta Montagna). I contrattacchi si svolsero per oltre quattro giorni, gli alleati riuscirono a tenere la Riva ma i tedeschi si attestarono poco più in basso ed erano sempre presenti nelle frazioni di Trignano, Serrazzone e Ospitale a ridosso della linea. Nel frattempo le unità tedesche si attestarono subito sulla nuova linea difensiva da Cima Tauffi, Monte Pizzo, la Superchina, Rocchetta Sandri etc.

## Le fasi conclusive
Nel marzo del '45 a presidiare i Monti della Riva c'erano i partigiani della Divisione Modena Armando e i soldati brasiliani della F.E.B. (Força Expedicionária Brasileira, Forza di Spedizione Brasiliana). Il 16 aprile 1945 i partigiani attaccarono la nuova linea difensiva da Cima Tauffi al Monte Pizzo. Il 20 aprile Fanano fu liberata dai partigiani della Divisione Modena Armando e dai soldati di colore della 92nd Infantry Division “Buffalo”. Il 28 aprile fu l'ultimo giorno in cui reparti tedeschi della 232ª, assieme alle truppe italiane del Battaglione San Marco della RSI, che presidiavano il fronte nella zona dell'Abetone, abbandonarono definitivamente la linea difensiva, mentre gli alleati avevano già liberato Bologna (21 aprile) e Modena (22 aprile) arrivando fino al Po e mettendo fine, il 2 maggio del 1945, alla guerra in Italia.